# Södermanlands runinskrifter 23
Södermanlands runinskrifter 23 är en vikingatida runristning på en berghäll i Skälby, Mörkö socken och Södertälje kommun. Stenen antogs vara förstörd men återfanns i augusti 2010. Det mesta av inskriften har gått förlorat.

## Inskriften
Translitterering av runraden:
[inki...a · uk...lar na · k... an · tui ulai · at · re]nta [· ai...oþi · kuþa-t auk... o...]
Normalisering till runsvenska:
... ... ... ... ... ... ... ... ... ... ... ... ...
Översättning till nusvenska:
Ingetora och N.N. och N.N. läto rista (?) efter sin make och broder. Gud hjälpe ande och själ!
Stenen har även tidigare varit mycket svårtydd och översättningen ovan bygger på en rad antaganden i Sveriges runinskrifter.
Namnet på den första broder lar-n eller ier-n, på den andra slutar namnet på an. Den dödes namn kunde ha varit uteslutet från texten.